# Jan Vodháněl
Jan Vodháněl (Mladá Boleslav, 25 aprile 1997) è un calciatore ceco, centrocampista del Sigma Olomouc.

## Carriera

### Club
Cresciuto nel settore giovanile del Mladá Boleslav, ha esordito in prima squadra il 9 aprile 2016 disputando l'incontro di 1. liga pareggiato 2-2 contro il Dukla Praga.

### Nazionale
Ha giocato nella nazionale ceca Under-20.

## Statistiche

### Presenze e reti nei club
Statistiche aggiornate al 19 febbraio 2022.
| Stagione              | Squadra               | Campionato            | Campionato | Campionato | Coppe nazionali | Coppe nazionali | Coppe nazionali | Coppe continentali | Coppe continentali | Coppe continentali | Altre coppe | Altre coppe | Altre coppe | Totale | Totale |
| Stagione              | Squadra               | Comp                  | Pres       | Reti       | Comp            | Pres            | Reti            | Comp               | Pres               | Reti               | Comp        | Pres        | Reti        | Pres   | Reti   |
| --------------------- | --------------------- | --------------------- | ---------- | ---------- | --------------- | --------------- | --------------- | ------------------ | ------------------ | ------------------ | ----------- | ----------- | ----------- | ------ | ------ |
| apr. 2016             | Mladá Boleslav        | 1L                    | 2          | 0          | CRC             | -               | -               |                    | -                  | -                  |             | -           | -           | 2      | 0      |
| 2016-2017             | Mladá Boleslav        | 1L                    | 0          | 0          | CRC             | 0               | 0               | UEL                | 0                  | 0                  |             | -           | -           | 0      | 0      |
| Totale Mladá Boleslav | Totale Mladá Boleslav | Totale Mladá Boleslav | 2          | 0          |                 | 0               | 0               |                    | 0                  | 0                  |             | -           | -           | 2      | 0      |
| 2017-2018             | Graffin Vlašim        | FNL                   | 29         | 5          | CRC             | 3               | 2               |                    | -                  | -                  |             | -           | -           | 32     | 8      |
| 2018-2019             | Bohemians 1905        | 1L                    | 16         | 0          | CRC             | 3               | 0               |                    | -                  | -                  |             | -           | -           | 19     | 0      |
| 2019-2020             | Bohemians 1905        | 1L                    | 32         | 5          | CRC             | 2               | 1               |                    | -                  | -                  |             | -           | -           | 34     | 6      |
| 2020-2021             | Bohemians 1905        | 1L                    | 6          | 0          | CRC             | 0               | 0               |                    | -                  | -                  |             | -           | -           | 6      | 0      |
| 2021-gen. 2022        | Bohemians 1905        | 1L                    | 0          | 0          | CRC             | 0               | 0               |                    | -                  | -                  |             | -           | -           | 0      | 0      |
| Totale Bohemians 1905 | Totale Bohemians 1905 | Totale Bohemians 1905 | 54         | 4          |                 | 5               | 1               |                    | -                  | -                  |             | -           | -           | 59     | 5      |
| gen.-giu. 2022        | Admira Wacker M.      | BL                    | 2          | 1          | CA              | -               | -               |                    | -                  | -                  |             | -           | -           | 2      | 1      |
| Totale carriera       | Totale carriera       | Totale carriera       | 87         | 11         |                 | 8               | 3               |                    | 0                  | 0                  |             | -           | -           | 95     | 14     |

## Palmarès

### Club

#### Competizioni nazionali
- Coppa della Repubblica Ceca: 1

Sigma Olomouc: 2024-2025